# Knut Dørum Lillebakk
Knut Dørum Lillebakk (ur. 27 kwietnia 1978) – norweski piłkarz występujący na pozycji bramkarza.
W klubie Molde FK zadebiutował 19 sierpnia 2001 w wygranym 3:0 meczu z Strømsgodset IF.